# Браунсвил (Висконсин)
Браунсвил (енгл. Brownsville) град је у америчкој савезној држави Висконсин.

## Демографија
По попису из 2010. године број становника је 581, што је 11 (1,9%) становника више него 2000. године.
| Група             | 2000.       | 2010.       |
| Белци             | 565 (99,1%) | 570 (98,1%) |
| Афроамериканци    | 0 (0,0%)    | 2 (0,3%)    |
| Азијати           | 0 (0,0%)    | 2 (0,3%)    |
| Хиспаноамериканци | 2 (0,4%)    | 3 (0,5%)    |
| Укупно            | 570         | 581         |